# Фундаментална атрибутивна грешка
Фундаментална атрибутивна грешка (понякога наричана предубеждение агент-наблюдател) в социалната психология и атрибутивната теория е тенденцията при хората да изтъкват диспозиционни или базиращи се на личните качества обяснения за конкретно поведение на другите, пренебрегвайки ролята и силата на въздействията на ситуацията на същото това конкретно поведение. С други думи, хората са склонни да приемат по подразбиране, че това, което прави даден човек, зависи повече от личностните му качества, отколкото от обществените и други външни сили, които действат върху него. Това допускане кара хората понякога да дават грешни обяснения за поведението на даден човек. Тази обща склонност за изтъкване на личностните обяснения за сметка на ситуационните се проявява много по-слабо, когато хората оценяват своето собствено поведение.
Терминът е въведен от Ли Рос няколко години след сега вече класическия експеримент от Едуард Е. Джоунс и Виктор Харис. Грешката на фундаменталното окачествяване е концептуална основа в областта на социалната психология.

## Класическо илюстративно изследване: Джоунс и Харис (1967)
Изследваните слушали речи против и в подкрепа на Фидел Кастро. Изследваните били помолени да оценят принципните нагласи на ораторите в подкрепа на Кастро в двата случая. Когато изследваните смятали, че ораторите свободно са избрали своята позиция (против или в подкрепа на Кастро), те естествено оценили ораторите, дали подкрепящите речи, като имащи по-положителни нагласи спрямо Кастро. Когато обаче на изследваните било конкретно съобщено, че ораторите са дали про- или анти-Кастро реч единствено в резултат на „ези-тура“ (т.е. съвсем случайно), изследваните продължили да смятат тези, които са дали положителни спрямо Кастро речи, като имащи усреднено по-положителна нагласа спрямо Кастро от ораторите, които са дали анти-Кастро речи. Излиза, че дори когато изследваните са знаели, че ориентацията на речите е избрана съвсем случайно, те все още правели грешката на фундаменталното окачествяване, когато трябвало да се оценяват про- или анти-Кастро нагласите на ораторите.

## Пример от ежедневието
Отивате на касата в един супермаркет, за да платите, но в същия момент мъж с две деца се нарежда пред Вас, почти изблъсквайки Ви, достигайки касата преди Вас. Вие най-вероятно ще промърморите и ще си помислите „Какъв простак!“ Вашето допускане по подразбиране е, че човекът е невъзпитан. Въобще не си помисляте, че човекът въобще не Ви е видял, тъй като вниманието му е било насочено към задържане на децата да вървят заедно с него и към придвижването към касата. Така вашето диспозиционно окачествяване на неговото поведение е било, в този случай, неправилно. Човекът просто не Ви е видял, тъй като вниманието му е било насочено към децата.

## Защо се прави грешката на фундаменталното окачествяване
Според един теоретичен възглед грешката е до голяма степен в резултат на гледната точка. Когато наблюдаваме други хора, личността е основната отправна точка. Когато наблюдаваме себе си, по-добре знаем какви са силите, които ни въздействат. Така окачествяванията на поведението на другите по-вероятно са насочени към личността, която наблюдаваме, а не към ситуационните сили, въздействащи върху тази личност, за които може да не знаем.

## Как да намалим нежеланите ефекти от грешката
Няколко техники за премахване на предубедеността се смятат за ефективни при намаляване на ефекта от грешката на фундаменталното окачествяване:
- Вземете под внимание „консенсусната“ информация. Ако повечето хора се държат по един и същ начин, когато се намират в една и съща ситуация, е много вероятно ситуацията да причинява това поведение.
- Попитайте се как бихте се държали Вие в същата ситуация.
- Търсете незабелязани причини. Тъй като важността на набиващите се в очи фактори често се преувеличава, търсете фактори, които нормално не бихте забелязали.

## Други наблюдения
1. За личности в състояние на когнитивно натоварване е по-вероятно да направят грешката на фундаменталното окачествяване.
2. Има известни свидетелства, подкрепящи твърдението, че култури, които са склонни да изтъкват индивида спрямо групата („индивидуалистични“ култури) са склонни да правят повече личностни окачествявания от „колективиските“ култури. Хора, живеещи в по-силно индивидуалистични култури може да правят грешката на фундаменталното окачествяване с по-голяма вероятност.